# Kim Gil-shik
Kim Gil-shik (* 24. August 1978 in Gyeonggi-do) ist ein ehemaliger südkoreanischer Fußballspieler, der zuletzt bei Daejeon Citizen in der K League spielte. Aktuell steht er als Trainer bei Ansan Greeners FC unter Vertrag.

## Karriere als Spieler

### Jugendzeit
Kim Gil-shik besuchte in seiner Schulzeit die Pungsaeng High School, ehe er anschließend an die Danguk-Universität ging.

### Fußball-Karriere in Südkorea
Seine Karriere fing er 2001 bei den Chunnam Dragons an. Dort lief er bis 2003 insgesamt achtmal auf und erzielte dabei ein Tor. Anschließend wechselte er zum Ligakonkurrenten Bucheon SK. Bis 2006 kam er dort auf insgesamt 57 Pflichtspieleinsätze, wobei er 6 Tore erzielen konnte. 2007 verließ er wiederum den Verein und ging zum rumänischen Erstligisten FC Oțelul Galați. Für FC Oțelul Galați, kam Kim Gil-shik auch im UEFA Intertoto Cup 2007 zum Einsatz. Bis Ende des Jahres, bevor er den Verein wieder verließ, lief er insgesamt Neunzehnmal für den Verein auf und erzielte dabei Zwei Tore. Anfang 2008 schloss er sich wiederum dem südkoreanischen Erstligisten Daejeon Citizen an. In seiner letzten Saison lief er letztmals Neunmal auf, ehe er Ende des Jahres sein Karriereende bekannt gab.

## Karriere in der Nationalmannschaft
Kim Gil-shik lief einmal für die Südkoreanische U23-Fußballnationalmannschaft auf.

## Karriere als Trainer
2010 stellte ihn die Jeongwang Middle School in Siheung als Trainer ein. Bis Ende 2011 bildete er Jugendspieler aus, ehe er sich 2012 den Jeonnam Dragons als Scout anschloss. 2013 wechselte er zu Gwangju FC und wurde dort Co.-Trainer unter dem Trainer Yeo Beom-kyu. Nachdem der Trainerstab Anfang August aufgrund schlechter Ergebnisse entlassen worden war, wurde er 2014 als Trainer der Südkoreanischen U16-Fußballnationalmannschaft eingestellt. Er blieb allerdings nur kurz in der U16, ehe er diese Aufgabe wieder abgab. 2016 nahm er eine neue Aufgabe an und wurde Co.-Trainer der Südkoreanischen U17-Fußballnationalmannschaft. Diese Aufgabe nahm er ebenso nur ein Jahr war. 2019 wurde er als Co.-Trainer bei seinen ehemaligen Verein Daejeon Citizen unter Vertrag genommen. Anfang 2020 verließ er den Verein, um bei Ansan Greeners FC als Trainer anzufangen. In der Spielzeit 2020 konnte er nicht an die Vorjahresleistung seines Trainer-Vorgängers Im Wan-seob anknüpfen. Er beendete die Spielzeit auf einen enttäuschenden 7. Tabellenplatz. Auch im Pokal, kam der Verein nicht weit. Er schied in der 3. Hauptrunde gegen Ligakonkurrenten Daejeon Hana Citizen FC mit 0:2 aus.